# Hemträsket (Degerfors socken, Västerbotten)
Hemträsket är en sjö i Vindelns kommun i Västerbotten och ingår i Sävaråns huvudavrinningsområde. Hemträsket ligger i Sävarån Natura 2000-område.